# オギュン・サマスト
オギュン・サマスト（Ogün Samast、1990年6月28日 - ）は、イスタンブールのユスキュダルに生まれたトルコの活動家で、アルメニア系トルコ人ジャーナリストのフラント・ディンクを殺害した犯人。サマストは、2007年1月19日に、イスタンブールにある『アゴス (Agos)』紙の編集部の前でディンクを殺害し、「俺は不信心者を撃った」と叫んだ。
サマストは、トラブゾンのデュズキョイで、長く両親と住んでいた。サマストの父親は、犯人が息子であることに気づき、警察に通報した。犯行から36時間後の1月20日午後11時ころ、トラブゾン行きのバスの車中にいたサマストは、サムスンのバスターミナルにおいて軍警察に逮捕され、日付が変わった午前2時ころにサムスン警察署へ連行され、さらに明け方には特別機でイスタンブールへ連行された。
1月21日になって、逮捕後のサマストが「国土は神聖である。われわれはあきらめてはならない」というアタテュルクの言葉が記されたトルコ国旗の下でスターのようにポーズを取っている写真が通信社から配信された。様々な憶測が飛び交い、警察への批判が高まって調査が進められた結果、サムスンの軍警察の隊員や将校たちが、サマストを英雄扱いして記念写真を撮っていたことが明らかにされた。サマストと写真に収まった警官のひとりは、2012年にマラティヤの警察署長になった。
オギュン・サマストは、「ディンクがトルコ人を侮辱したので殺した」と語り、民族主義的感情が暴力行為の動機であったと述べた。
2011年7月25日、オギュン・サマストはイスタンブールの少年裁判所において、殺人と武器不法所持の罪により、禁錮22年10カ月、一部の報道では22年半、ないし21年半ともいわれる刑期を言い渡された。裁判では終身刑も検討されたが、未成年であることを考慮した刑期となった。
判決の翌日7月26日付の『ヒュッリイェト』紙英語版は、「引き金を引いた人を捕まえるだけでは不十分...引き金を引かせた人を裁くべきだ」とし、未成年であることを理由に減刑した判決を茶番劇だとする、被害者ディンクの友人ユスフ・カンリの寄稿を掲載した。
さらに7月27日付の『ザマン (Zaman)』紙が掲載したインタビューで、サマストの父親は、息子は殺人計画に使われただけだとして、「息子は銃を撃ったときはほんの17歳だった...この禁固刑は重過ぎる」と述べた。
2016年12月、高等裁判所の審理の際に、オギュン・サマストは、独房に収監されている刑務所において、12月1日に刑務官から虐待を受け、自殺を強要されたとする直筆のメモを新聞記者に渡し、これはサマストの妻を介して裁判長に渡り、サマストが獄中で度々虐待されている疑いが浮上した。このため、裁判長の求めに応じてサマストは別の刑務所へと移送された。